# Prokalcitonin
Prokalcitonin (PCT) je bílkovina, jejíž detekce se hojně využívá v posledních letech ve výzkumu i v klinické praxi jako reaktant akutní fáze. Tuto bílkovinu o 116 aminokyselinách a molekulové hmotnosti 13 000 fyziologicky tvoří C buňky štítné žlázy jako prekurzor hormonu kalcitoninu. Zejména při generalizovaných bakteriálních infekcích jej však začnou produkovat i další buňky, hlavně monocyty, makrofágy a neurokrinní buňky, a koncentrace této bílkoviny v plazmě prudce stoupá. PCT uvolněný při sepsi není konvertován na kalcitonin.
Přesný fyziologický význam prokalcitoninu není zdaleka objasněn; předpokládá se, že se podílí na regulaci zánětu a má analgetické účinky. Poločas prokalcitoninu je 1 den a po imunitní stimulaci vzrůstá jeho sérová koncentrace již během 2–3 hodin asi dvacetinásobně. Zvýšení lze pozorovat jen při generalizovaných bakteriálních, mykotických a protozoárních infekcích, neobjevuje se u virových infekcí. S méně výrazným vzestupem se lze setkat u polytraumat, popálenin a po rozsáhlých břišních operacích.
Orientační hodnoty PCT (ng/ml): normální hodnoty < 0,5; chronické zánětlivé procesy < 0,5–1; bakteriální infekce komplikovaná systémovou reakcí 2–10; SIRS 5 – 20; těžké bakteriální infekce – sepse, MODS 10 –1000. Při protrahované sepsi přetrvává zvýšená hladina PCT, zatímco hladiny některých jiných cytokinů klesají. Neinfekční příčiny zvýšení PCT: pooperační stav, mnohočetné trauma, úraz teplem, kardiogenní šok, u novorozenců prvních 48 hodin po porodu. Ze srovnání PCT, CRP, IL-6 a WBC vyplývá, že ukazatelem s nejvyšší senzitivitou a specificitou pro diferenciální diagnostiku infekční a neinfekční etiologie SIRS je prokalcitonin.

## Stanovení PCT
Stanovení PCT se provádí vysoce citlivou imunoluminometrickou metodou, PCT-LIA (Luminescence ImmunoAssay). Jde o metodu se dvěma monoklonálními protilátkami, jednou proti C-terminální sekvenci prokalcitoninu (tzv. katakalcinu) a druhou proti centrální části prokalcitoninu (tj. proti kalcitoninu). Anti-katakalcinové protilátky jsou imobilizovány na povrchu zkumavky, anti-kalcitoninové protilátky jsou značeny luminiscenční sondou (derivátem akridinu). Metoda vyžaduje luminometr, je k ní třeba 20 μl séra nebo plazmy.
Jako rychlá metoda se používá imunochromatografický test na prokalcitonin (PCT-Q) v séru a plazmě. Je k němu třeba 200 μl séra nebo plazmy, výsledek je k dispozici za 30 minut. Tento test se doporučuje pro rychlou diagnostiku akutní pankreatitidy.